# Gusti Jirku
Augustina "Gusti" Jirku, conocida también como Stridsberg (Chernivtsi, 27. agosto de 1892 -  Lidingö, 13. marzo de 1978) fue una escritora en lengua alemana y sueca.

## Trayectoria
Gusti Mayer era hija del banquero Ferdinand Mayer y Anna von Monvits. Desde 1916 vivió cerca de Windischgraz. Estudió inglés en Viena y aprobó un examen para ejercer como profesora.
Durante la Primera Guerra Mundial se hizo enfermera y conoció a su futuro esposo, el checo Bernhard Jirku. Gusti trabajó como periodista y traductora en Viena, Praga y Moscú.
Ella comenzó a estudiar esloveno intensivamente a partir de 1924. Su profesor despertó su interés por Ivan Cankar, por lo que en 1929 creó una selección de sus obras traducidas titulada Der Knecht Jernej. Emil Alphons Rheinhardt prologó la obra. En 1930 se publicó su traducción de Hiša Marije Pomočnice de Cankar bajo el título Das Haus der barmherzigen Mutter Gottes. En 1931 causó revuelo con su primera novela, zwischen den Zeiten.
Durante la Guerra civil española fue médico de las Brigadas Internacionales que luchaban a favor de la Segunda República. El Servicio Sanitario Internacional le encargó que recopilara testimonios e imágenes de los que llegaron a España para ayudar a la República Estos testimonios, tanto del personal sanitario como de los heridos, le permitió escribir dos libros: Nuestra lucha contra la muerte. La labor del Servicio Médico de las Brigadas Internacionales y ¡Nosotras estamos con vosotros! Mujeres antifascistas de distintos países hablan de su trabajo en España.
En 1938 se fue a París, donde escribió artículos para el Pariser Tageszeitung y en 1939 emigró a Suecia.
VENONA, un programa de contrainteligencia de Estados Unidos, reveló que había trabajado como informante para los servicios de inteligencia soviéticos en San Francisco durante la Segunda Guerra Mundial bajo el nombre en clave de Klara.
Murió en Lidingö, Suecia, en 1978.  

## Obra

### ComoGusti Jirku
- Wir kämpfen mit! Jirku, Gusti. – [S.l., Spanien]: Ayuda Médica Extranjera (Ausländische Medizin. Hilfe), [1938] Vorhanden in Leipzig
- Zwischen den Zeiten; Stridsberg, Gusti. – Leipzig: Tal, 1931  Vorhanden in Leipzig
- Das Haus zur barmherzigen Mutter Gottes; Cankar, Ivan. – Wien: Niethammer-Verlag, 1930, 1.–5. Tsd. Vorhanden in Leipzig
- Der Knecht Jernej; Cankar, Ivan. – Wien [I, Graben 29 a]: Niethammer-Verlag, 1929, 1.–5. Tsd.
- Gusti Jirku: Kampf dem Tode! Die Arbeit des Sanitätsdienstes der internationalen Brigaden. (PDF; 3 MB) Madrid, o. J., 62 S. (Friedrich-Ebert-Stiftung)

### ComoGusti Stridsberg
- Vår stund med varandra ; Stridsberg, Gusti. – Estocolmo: Rabén & Sjögren, 1968
- Hjärtats aventyr ; Stridsberg, Gusti. – Estocolmo: Rabén & Sjögren, 1967, 2nd supl.
- Slottet vid sonrisa ; Stridsberg, Gusti. – Estocolmo: Raben & Sjögren, 1965; Disponible en Leipzig
- Mine fem liv ; Stridsberg, Gusti. – Stavanger: Stabenfeldt, 1963; varias ediciones
- Viisi maailmaani ; Stridsberg, Gusti. – Jyväskylä: Gummerus, 1963, 3. painos
- Medizinische Ausbildung in Schweden; Rexed, Bror. – Stockholm: Schwedisches Institut f. kulturellen Austausch mit d. Auslande, 1962
- Menschen, Mächte und ich; Stridsberg, Gusti. – Hamburg: Hoffmann u. Campe, [1961], [1. – 7. Tsd.]